# إيغيرويلا
بلدية إيغيرويلا (بالإسبانية: Higueruela) هي بلدية تقع في مقاطعة البسيط التابعة لمنطقة كاستيا لا مانتشا وسط إسبانيا.

## الديموغرافيا
بلغ عدد سكان بلدية إيغيرويلا 1.306 نسمة عام 2011 (وفقاً للمعهد الوطني الإسباني للإحصاء).
| 1.298 | 1.326 | 1.327 | 1.350 | 1.306 | 1.263 | 1.306 |